# Piwdenne (obwód dniepropetrowski)
Piwdenne (ukr. Південне) – wieś na Ukrainie, w obwodzie dniepropetrowskim, w rejonie nikopolskim, w hromadzie Perszotrawnewe. W 2001 liczyła 1327 mieszkańców, spośród których 1148 wskazało jako ojczysty język ukraiński, 172 rosyjski, 1 mołdawski, 1 bułgarski, 3 białoruski, a 2 inny.